# Troed Troedsson
Troed Troedsson (i riksdagen kallad Troedsson i Bjärnum), född 16 september 1858 i Porrarp, Vittsjö socken, Kristianstads län, död 10 september 1922 i Bjärnum, var en svensk fabriksidkare och riksdagsman. Han var far till 13 barn varav ett är Gustaf Troedsson.
Troedsson var äldste son av 18 barn till Troed Bengtsson i Porrarp. Han var gift med Johanna Nilsson. När Troedssons mamma avled använde han sitt arv till att köpa en egendom i Kulleröd utanför Bjärnum i Kristianstads län. Under uppväxten arbetade han bland annat vid familjegårdens sågverk som var en vattendriven enbladig ramsåg. Trots att Troedsson var arbetsam sågades inte stort mycket mer än 1000 kubikfot på en vinter trots att gården var en av Vittsjö sockens skogrikaste gårdar. Under de långa tiderna vid sågen läste han och funderade över hur han skulle kunna effektivisera sågningen.
Han grundade 1884 en sågverksfirma, som 1888 fick namnet Troedsson och Nilsson, när svågern Johannes Nilsson blev delägare. Firman införskaffade traktens första lokomobil för att driva det moderna sågverket. Troedsson invaldes i kommunalnämnden, kyrko- och skolrådet 1883, blev styrelseledamot i Norra Åkarps sockens sparbank 1889, blev dess ordförande 1900, blev nämndeman 1899 och var ledamot av Kristianstads läns landsting från 1904. Han var ledamot av riksdagens första kammare 1908–1911, invald för Kristianstads läns valkrets.